# Norwegischer Elchhund schwarz
Der Norwegische Elchhund schwarz ist eine von der FCI anerkannte norwegische Hunderasse (FCI-Gruppe 5, Sektion 2, Standard Nr. 268). Er ist ursprünglich ein Jagdhund zur Elchjagd (Elchhund).

## Beschreibung
Der ca. 49 cm große Hund ist ein außerordentlich ausdauernder und wetterharter Jagdhund vom Spitztyp. Er hat dicht anliegendes harsches Haar in einfarbig schwarz mit etwas weiß.

## Wesen
Der Norwegische Elchhund schwarz soll sich furchtlos, energisch und mutig verhalten, ohne dabei aggressiv zu sein.

## Verwendung
Diese Hunde werden als Familienhund, aber auch zur Jagd auf Elche verwendet.
Arbeitsprüfungen nach dem FCI-Reglement gibt es nur für die nordischen Länder (Schweden, Norwegen, Finnland).